# شیمی آلی طلا
شیمی آلی طلا یا شیمی اورگانوگلد(به انگلیسی: Organogold chemistry) شاخه ای از علم شیمی آلی است که به مطالعه ترکیبات آلی طلا می‌پردازد.در این گونه ترکیبات اتم طلا با اتم کربن پیوند شیمیایی برقرار کرده‌است.نخستین ترکیب آلی طلا در سال 1900 کشف شد.اگر چه این گونه ترکیبات کاربرد صنعتی خاصی ندارند، ولی در مطالعات و تحقیقات آکادمیک مورد بررسی قرار می‌گیرند.